# Ernst Matthias Friedrich
Ernst Matthias Friedrich (* 1953 in Berlin) ist ein deutscher Schauspieler.

## Leben
Friedrich arbeitet als Theaterschauspieler, komponiert Bühnenmusik und spielt als Sänger und Geiger in Bands (seit 2014 beim Garmischer Metropolorchester). Von 1993 bis 2008 war er Dozent an der Neuen Münchner Schauspielschule, ab 2013 an der Akademie für Darstellende Kunst in Regensburg. Als Regisseur inszenierte er unter anderem Tucholskys Schloß Gripsholm am Teamtheater München. Er realisierte literarische Projekte und Lesungen unter anderem mit Gerd Holzheimer. Er spielte auch Rollen im Fernsehen. Für Die drei Leben der Lucie Cabrol gewann er 2003 mit dem Metropol-Theater Ensemble den Bayerischen Theaterpreis. Für die Produktion For Lovers& Friends (Hommage an die Beatles mit Antje Uhle) gewann er 2004 den Publikumspreis des Gautinger Theaterforums. 2011 wurde er mit dem Günther Klinge Kulturpreis ausgezeichnet.

## Filmografie
- 1978: PS – Die Feuerreiter – 4 Folgen
- 1986: Duett in Bonn
- 1988: Der Geburtstag
- 1989: Glückliche Familie
- 1990: Peter Strohm
- 1991: Der Fahnder
- 1992: Wie würden Sie entscheiden?
- 1994: Der Fahnder
- 1995: Neues von Willy Wuff
- 1996: Marienhof
- 2000: SOKO 5113
- 2001: Bei aller Liebe
- 2001: Marienhof – 2 Folgen
- 2007: SOKO 5113
- 2008: Sturm der Liebe – 2 Folgen
- 2009: Dahoam is Dahoam – 4 Folgen
- 2010: Marienhof – 7 Folgen
- 2010: Aktenzeichen XY
- 2015: Hoffnung